# Chlorophytum zavattarii
Chlorophytum zavattarii là một loài thực vật có hoa trong họ Măng tây. Loài này được (Cufod.) Nordal mô tả khoa học đầu tiên năm 1993.